# Порожская
Порожская — нежилая деревня в Шенкурском районе Архангельской области. Входит в состав муниципального образования «Ровдинское».

## География
Деревня расположена в южной части Архангельской области, в таёжной зоне, в пределах северной части Русской равнины, в 66 километрах на юг от города Шенкурска, на правом берегу реки Ваги, притока Северной Двины.
Часовой пояс
Порожская, как и вся Архангельская область, находится в часовой зоне МСК (московское время). Смещение применяемого времени относительно UTC составляет +3:00.

## Население
| 2002 | 2010 | 2012 |
| ---- | ---- | ---- |
| 0    | →0   | →0   |

## История
Указана в «Списке населённых мест по сведениям 1859 года» в составе Шенкурского уезда(1-го стана) Архангельской губернии под номером «1981» как «Порога(Порогская,Порогъ)». Насчитывала 13 дворов, 44 жителя мужского пола и 61 женского.
В «Списке населенных мест Архангельской губернии к 1905 году» деревня Порожская(Порог) насчитывает 27 дворов, 94 мужчины и 90 женщин.  В административном отношении деревня входила в состав Устьпуйского сельского общества Ровдинской волости.
На 1 мая 1922 года в поселении 34 двора, 81 мужчина и 113 женщин..